# Pierre Bengtsson
Pour les articles homonymes, voir Bengtsson.
Pierre Bengtsson, né le 12 avril 1988 à Kumla en Suède est un footballeur international suédois, qui joue au poste d'arrière gauche.

## Biographie

### En club
En janvier 2011, Pierre Bengtsson rejoint le FC Copenhague où il est dans un premier temps la doublure d'Oscar Wendt mais il obtient une place de titulaire après le départ de ce dernier au Borussia Mönchengladbach en juin 2011.
En janvier 2015, il rejoint le FSV Mayence.
Le 29 août 2016, Bengtsson est prêté une saison au SC Bastia, qui évolue alors en Ligue 1.
Alors en fin de prêt au SC Bastia de la part du FSV Mayence, il signe un contrat de cinq ans le 17 mai 2017 au FC Copenhague à compter de la saison 2017/2018.
Le 23 janvier 2022, Pierre Bengtsson fait son retour dans son pays natal en s'engageant avec le Djurgårdens IF pour un contrat courant jusqu'en décembre 2023.
Parti libre du Djurgårdens IF à la fin de son contrat en décembre 2023, Pierre Bengtsson met un terme à sa carrière professionnelle, à 35 ans. Il annonce officiellement la nouvelle au début du mois d'avril 2024.

### En équipe nationale
Avec les espoirs, il participe au championnat d'Europe espoirs en 2009, mais en restant sur le banc des remplaçants.
Pierre Bengtsson obtient sa première sélection en équipe de Suède le 19 janvier 2011, lors d'un match amical au Cap contre le Botswana (victoire 1-2).
Il participe aux éliminatoires du mondial 2014 (deux matchs), puis aux éliminatoires de l'Euro 2016 (huit matchs).

## Palmarès
AIK Solna
- Champion de Suède (1) : 2009
- Vainqueur de la Coupe de Suède (1) : 2009

 FC Nordsjælland
- Vainqueur de la Coupe du Danemark (2) : 2010 et 2011

 FC Copenhague
- Champion du Danemark (2) : 2011, 2013 et 2019
- Vainqueur de la Coupe du Danemark (2) : 2012 et 2015